# Otto Haase
Dietrich Otto Haase (* 8. Oktober 1893 in Köln; † 19. März 1961 in Hannover) war ein deutscher Reformpädagoge.

## Leben
Dietrich Otto Haase wurde in der späten Gründerzeit des Deutschen Kaiserreichs geboren. Sein Vater war der Eisenbahnsekretär Johann Heinrich Haase (1857–1913), Sohn des Landwirts Johann Hinrich Haase und der Gesche Lübben. Seine Mutter Auguste Dettmering (1863–1940) war eine Tochter des Sektionskommandanten Conrad Ludwig Friedrich Dettmering und der Sophie Charlotte Leß.
Am 2. Februar 1912 legte Haase, der mit seinen Eltern seinerzeit in der Torstraße 7 in Hannover wohnte, das Abitur an der Bismarckschule Hannover ab. Ab Ostern desselben Jahres begann er in Göttingen an der dortigen Universität das Studium der Philologie und Theologie, ging  Michaelis 1914 zum Studium der Philologie nach Berlin.
Ab dem Ausbruch des Ersten Weltkrieges meldete sich der „Theologe“ zunächst als Kriegsfreiwilliger ab dem 4. August 1914 und wirkte zunächst in der Infanterie, dann als Schneeschuhläufer und später in der Staffel der Jagdflieger von Manfred von Richthofen. Nachdem Haase bereits im Dezember 1916 das Fliegerabzeichen erhalten hatte, wurde er im März 1917 ausgezeichnet mit dem Eisernen Kreuz II. Klasse, im Juni 1917 mit dem Braunschweiger Verdienstkreuz, im August desselben Jahres mit dem Eisernen Kreuz I. Klasse gefolgt vom Ritterkreuz des Königlichen Hausordens von Hohenzollern mit Schwertern im Dezember 1917. Beim Militär, das er als Oberleutnant verließ, wirkte Haase schließlich bis zum Kriegsende im November 1918. Im selben Jahr heiratete er in Hannover die Margarete Blohm (* 1897), Tochter des Zeichenlehrers Friedrich Blohm und der Johanne Tewes.
Ebenfalls noch 1918 nahm Haase im Dezember des Jahres sein Studium der Philologie in Göttingen wieder auf, wo er am 30. April 1920 seine wissenschaftliche Prüfung „erster Stufe“ in den Fakultäten Philosophische Propädeutik, Deutsch und Geschichte mit dem Prädikat „mit Auszeichnung“ bestand und den Titel als Dr. phil. erhielt. Zuvor hatte er bereits am 3. März des Jahres seine Turnlehrerprüfung bestanden. In Göttingen hatte Haase auch den Philosophen Leonard Nelson kennengelernt.
Ostern 1920 begann Haase sein Seminarjahr in Putbus am staatlichen Pädagogium, wurde jedoch erst im Juni des Jahres von Preußen vereidigt.
Nach seinem Studienabschluss und der Befähigung zum Höheren Lehramt ging Otto Haase zunächst in die freie Arbeit der Landerziehungsheime von Hermann Lietz in Haubinda und Bieberstein. Dann versuchte er eine eigene Reformschul-Gründung in Binz auf der Insel Rügen, gemeinsam mit Walter Ackermann.
Nach einer Tätigkeit an der Aufbauschule in Weimar arbeitete Haase ab 1924 in Jena als Leiter des nach den Ideen von Johannes Trüper ausgerichteten Heilerziehungsheimes auf der Sophienhöhe.
1930 wurde Otto Haase vom preußischen Kultusminister Carl Heinrich Becker und auf Rat des Kulturpolitikers Adolf Reichwein zum Direktor und Professor an die neugeschaffene Pädagogischen Akademie in Frankfurt (Oder) berufen, nach deren Schließung 1932 zum Leiter der Pädagogischen Akademie in Elbing im damaligen Regierungsbezirk Westpreußen. Doch schon im Folgejahr 1933 wurde er nach der Machtergreifung durch die Nationalsozialisten aus politischen Gründen entlassen, woraufhin er sich entschloss, als Volksschullehrer in Hannover zu arbeiten.
Ebenfalls in Hannover gründete Haase im Jahr 1938 „eine Schularbeitsstätte für Vorgeschichte am dortigen Museum“.
Im Zweiten Weltkrieg diente Haase wieder als Offizier bei der Luftwaffe.
Unter den britischen Militärbefehlshabern wurde Haase zuständig für die Neuordnung der Lehrerbildung und übernahm selbst die Leitung der neuen Pädagogischen Akademie Hannover. Nach 1946 wurde er Ministerialrat im niedersächsischen Kultusministerium unter Adolf Grimme und zuständig für die Lehrerbildung. Als Ministerialdirigent mit Zuständigkeit für alle Hochschulen in Niedersachsen verließ er 1958 das Ministerium.

## Schriften (Auswahl)
- Otto Haase, Adolf Grimme: Befreiter Geist. Vorträge der kulturpädagogischen Woche in Hannover vom 25. – 27. September 1945, Hannover: Hahnsche Buchhandlung, 1945
- Natürlicher Unterricht, von Johannes Kretschmann, neubearbeitet von Otto Haase, 2. Auflage, Hannover: Wissenschaftliche Verlagsanstalt, 1948
- Musisches Leben (= Pädagogische Bücherei, Bd. 19), Hannover: Schroedel
- Pennäler, Pauker und Pachanten. 11 Geschichten aus dem Leben des Schulmeisters Otto Dietrich, mit Zeichnungen von Theo Flörke, Hannover [u. a.]: Schroedel Verlag, 1953
- Otto Haase (Red.): Der Greifenstein. Zur 50-Jahr-Feier der Alt-Wandervogel-Ortsgruppe Hannover am 4. Oktober 1958, Tiergarten (= Greifenstein-Blätter, 4), Festausgabe, bebildert, Wunstorf: Oppermann, 1958
- Arbeitsbücher für die Lehrerbildung, Schroedel, Hannover